# Brookula annectens
Brookula annectens là một loài ốc biển nhỏ, là động vật thân mềm chân bụng sống ở biển trong họ Liotiidae.
Loài này thường gặp ở the vicinity của quần đảo Three Kings, New Zealand.